# Ayne Bru
Ayne Bru, evtl. Hans Brün (geb. vor 1502 – gest. nach 1506) war wahrscheinlich ein deutscher oder niederländischer Maler der Zeit um 1500. Daten und sonstige Fakten zu seinem Leben sind nicht bekannt, doch weiß man, dass er in den Jahren 1502 bis 1507 im katalanischen Kloster Sant Cugat del Vallès gearbeitet hat und dort für seine Arbeit fürstlich entlohnt wurde.

## Werk

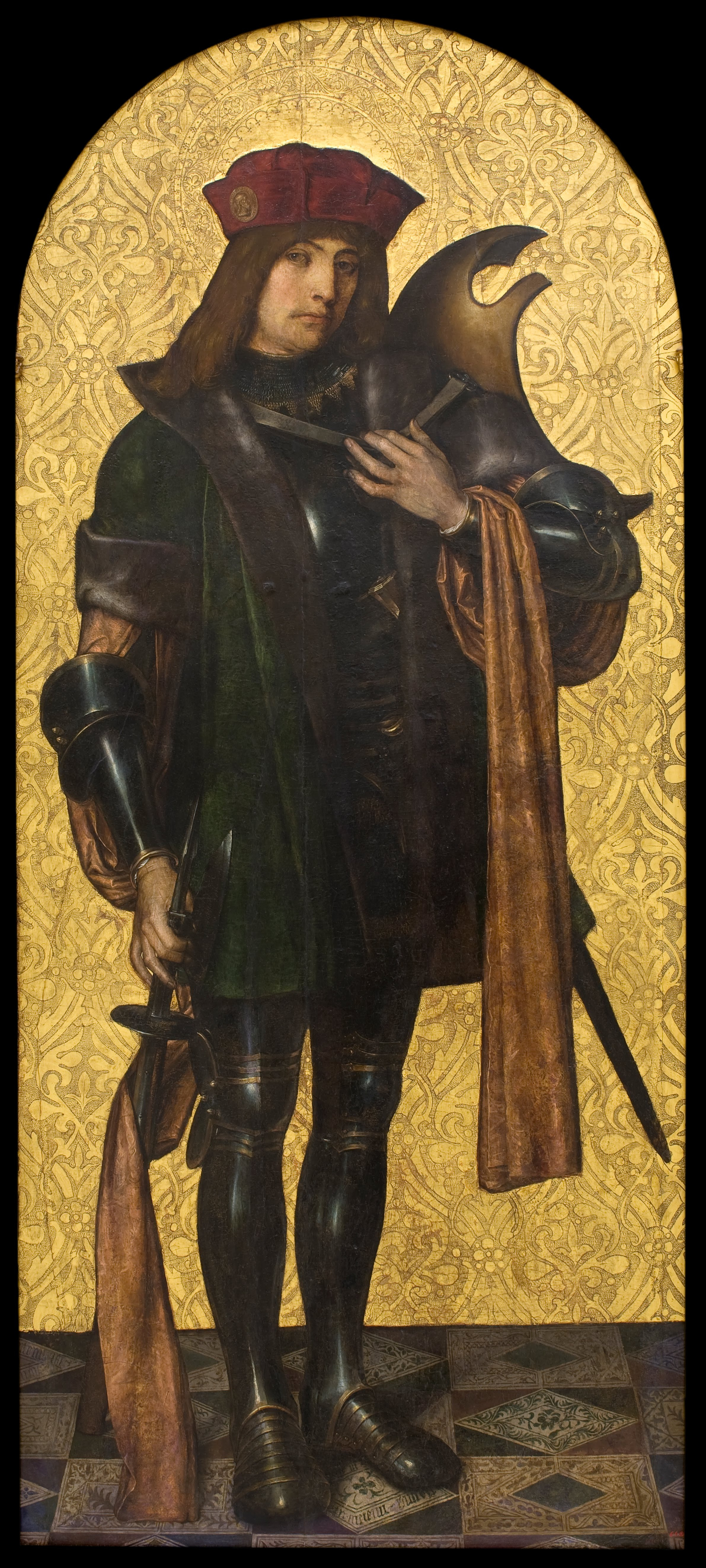
Sankt Candidus(?)

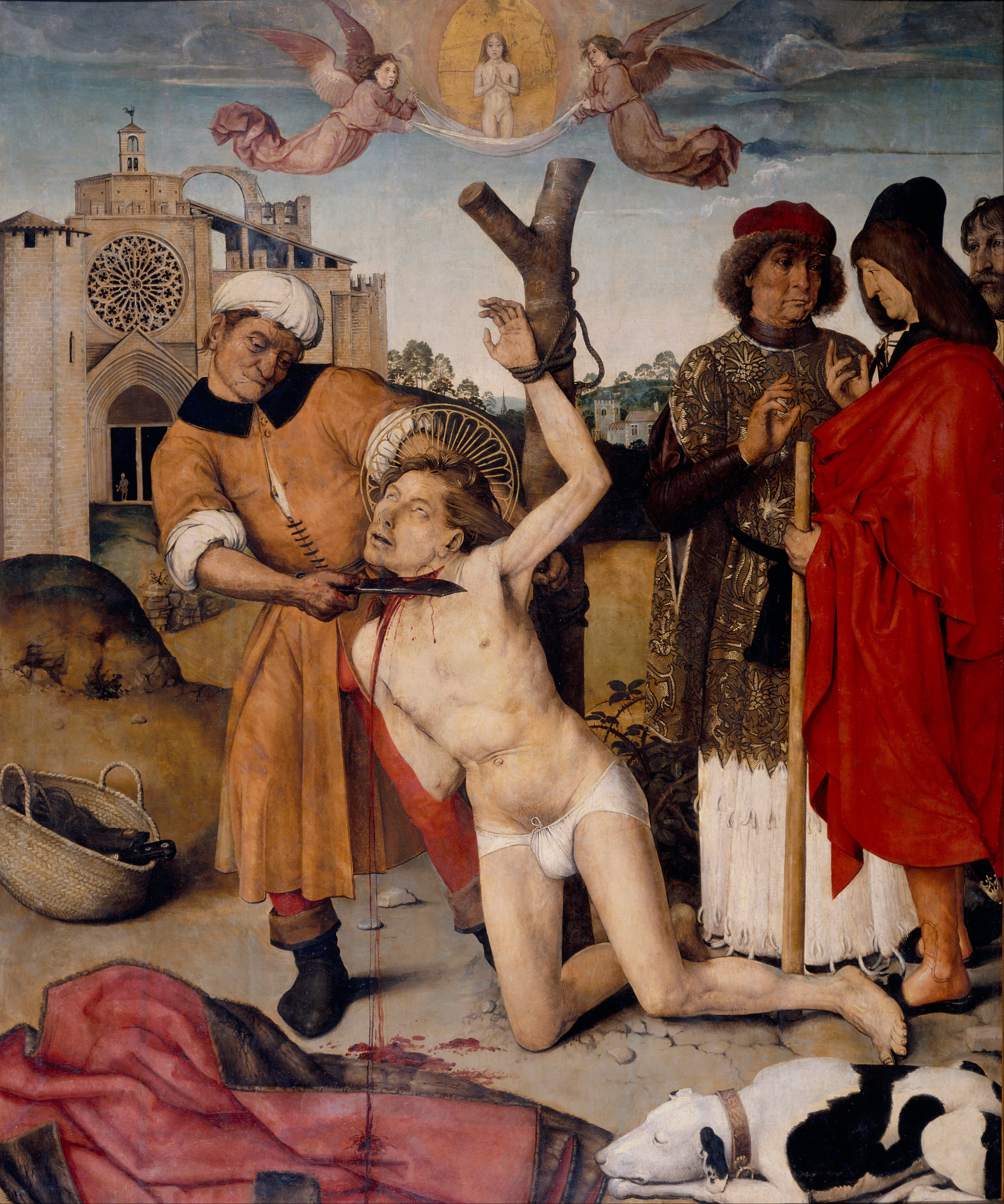
Martyrium des hl. Cucuphas

Nur zwei seiner Bilder sind bekannt und werden heute im Museu Nacional d’Art de Catalunya (MNAC) in Barcelona aufbewahrt:
1. Das mit hohem Realismus gemalte Altarbild für die dem hl. Cucuphas geweihte Klosterkirche Sant Cugat del Vallès zeigt das Martyrium des mit einem Arm an einem abgestorbenen Baum gefesselten Heiligen vor dem Hintergrund der Klosterkirche, deren Glockenturm noch unvollendet ist. Der den Kopf des Märtyrers am Haarschopf nach hinten ziehende Henkersknecht trägt einen Turban, ein langes Obergewand mit aufgekrempelten Ärmeln sowie Stulpenstiefel und ist gerade dabei, mit einem langen Messer das Haupt vom Rumpf zu trennen. Auf dem Boden ausgebreitet liegt das purpurfarbene und mit Blut getränkte Gewand des Heiligen; rechts davon ein schlafender Hund und drei Männer, deren Identität unklar ist. Im Bildhintergrund ist eine Landschaft zu erkennen. Über der Szene wird die Seele des Verstorbenen von zwei Engeln auf einem weißen Tuch in den Himmel emporgetragen.
2. Das ursprünglich mit dem erstgenannten Altarbild verbundene Bildnis eines gerüsteten und waffentragenden unbekannten Mannes vor einem punzierten Goldhintergrund wird manchmal als ein Bildnis des hl. Georg oder des hl. Candidus interpretiert.